# Личетро (Лука)
Личетро је насеље у Италији у округу Лука, региону Тоскана.
Према процени из 2011. у насељу је живело 24 становника. Насеље се налази на надморској висини од 297 м.